# Cave dwellers (Washington, D.C.)
En la sociedad de Washington, D.C. del siglo XX, los cave dwellers (traducido del inglés como "habitantes de cuevas") eran las familias de élite que habían vivido y ejercido influencia en Washington por muchas generaciones. La mayoría de los habitantes de cuevas eran descendientes de las familias que establecieron Washington o las comunidades cercanas, como Georgetown y Alexandria.
Los habitantes de cuevas normalmente estaban despreocupados o activamente desinteresados en las idas y venidas de políticos, y principalmente se preocupan con asistencia tranquila a caridades, clubes privados como el Chevy Chase Club,  Cosmos Club, Metropolitan Club, y con otras actividades exclusivas. Algunas familias asociadas con el término de habitantes de cuevas son Beall, Belin, Claggett, Glover, Grosvenor, Leiter, Peter, Randolph, Riggs, Taft y Willard. Muchos de estos nombres están sujetados a sitios locales. Sus lazos compartidos con un pequeño número de escuelas también son prominentes . Muchos han atendido  Madeira School, Sidwell Friends School, Holton-Arms School, St. Albans School o Landon School. El término data al inicio del siglo XX, y fue discutido tan temprano como 1902. El uso del término había empezado a declinar por la década de 1950.

## En literatura
The Cave Dwellers, una novela por Christina McDowell, es un retrato ficticio de la vida de los habitantes de cuevas en inicios del siglo XXI.